# Dolope (figlio di Clizio)
Dolope è un personaggio della mitologia greca, uno dei figli di Clizio.

## Mitologia
Quando Paride figlio di Priamo re di Troia prese con sé Elena moglie di Menelao, scoppiò una guerra tra Greci e Troiani e tra i tanti eroi greci che risposero all'appello di Agamennone e Menelao vi fu Dolope. 
Nel corso della guerra Ettore, come suggerito dagli dei aspettò che Agamennone, venisse messo in difficoltà fino ad abbandonare il campo e quando ciò avvenne il guerriero troiano scese in battaglia e fra i tanti nemici uccise il prode Dolope.